# クセーニャ・シドロワ
クセーニャ・シドロワ（Ksenija Sidorova、1988年5月18日リガ - ）は、ラトビアのロシア系クラシック・アコーディオン奏者。

## 来歴
クセーニャ・シドロワは、6歳のとき故郷のフォーク・ミュージックに親しんでいた祖母に勧められ、アコーディオンの演奏を始めた。初め両親はあまりその価値を認めず、それほど熱心ではなかった。母親は「なぜピアノやヴァイオリンを勉強しないの?」と言っていたが、ある日彼女の急激な上達ぶりについて、地元の音楽学校に相談することにした。通常ピアノで失敗した後この楽器を演奏するものなので当初学校側は困惑していたが、8歳の少女は才能を認められマリヤ・ガセレ（Marija Gasele）のもとへと送られた。その後ロンドンの王立音楽アカデミーでオーウェン・マリーに師事し、修士号を優等で取得した。
2009年2月、王立音楽アカデミーの友ウィグモア賞（Friends of the Royal Academy of Music Wigmore Award）を受賞、5月にウィグモア・ホールでデビュー公演を行った。同年、パークレーングループ・ヤング・アーティスツ（Park Lane Group Young Artists）に出演し、『タイムズ』紙は、「このコンサートシリーズの真の発見の一つ」と報じた。多くの表彰や国際コンクールでの受賞を重ね、スイスでルツェルン音楽祭に出演、更にフランス、イタリア、リトアニア、アメリカ、ドイツ、ノルウェーの国際舞台で公演を行った。またイギリス、フランス、ドイツのラジオやテレビ放送で演奏し、2013年には『明日のスター（Stars von Morgen）』ショーでローランド・ヴィラゾンと共演した。2015年2月 - 3月にはイスラエルで演奏し、エルサレム、テルアビブ、ハイファをツアーした。2015/16年から2017/18年シーズンまで、クセーニャ・シドロワはコンツェルトハウス・ドルトムントの『ユンゲヴィルデ（Junge Wilde）』シリーズ・アーティストとなった。
彼女はベルチャ四重奏団、サッコーニ四重奏団、ウィーン室内管弦楽団、トロンハイム・ソロイスツ、リガ・シンフォニエッタ、ラトビア国立交響楽団、ラトビア国立歌劇場管弦楽団と共演している。

## 音楽
クセーニャ・シドロワのレパートリーは、バッハやモーツァルトの古典から現代の作品までに及ぶ。アストル・ピアソラのような周知の作曲家だけでなく、東ヨーロッパのあまり知られていない作曲家を聴衆に紹介することに務めている。総じてタンゴは彼女に重要な役割を果たしている。絶えず自身とアコーディオン——シリアスで万能な楽器であることへの聴衆の理解が進むことを望み、「ウンタタ（Umtata）」の威光から逃れること、と冗談めかして彼女は言う——のレパートリーを拡張している。常にオリジナルの作品を求め、現代の作曲家と密接に連携している。またシャンソンの伴奏、時にはポピュラー音楽の楽曲や、即興演奏を行うこともある。

## 表彰（セレクション）
- フィルハーモニア管弦楽団フレンズ賞（Philharmonia Orchestra Friends Award）
- 音楽家のための名誉組合（英語版）（WCoM）銀メダル
- WCoM メイジー・ルイス賞（Maisie Lewis Award）
- WCoM プリンス賞（Prince's Prize）
- ブリン・ターフェル財団賞（Bryn Terfel Foundation Preis）

## ディスコグラフィ
- Classical Accordion - Champs Hill Records、2011年
- Fairy Tales - Champs Hill Records、2013年
- Carmen - ドイツ・グラモフォン、2016年